# Laso (Primorje, Lasowski)
Laso (russisch Лазо́) ist ein Dorf (selo) in der Region Primorje in Russland mit 2964 Einwohnern (Stand 1. Oktober 2021).

## Geographie

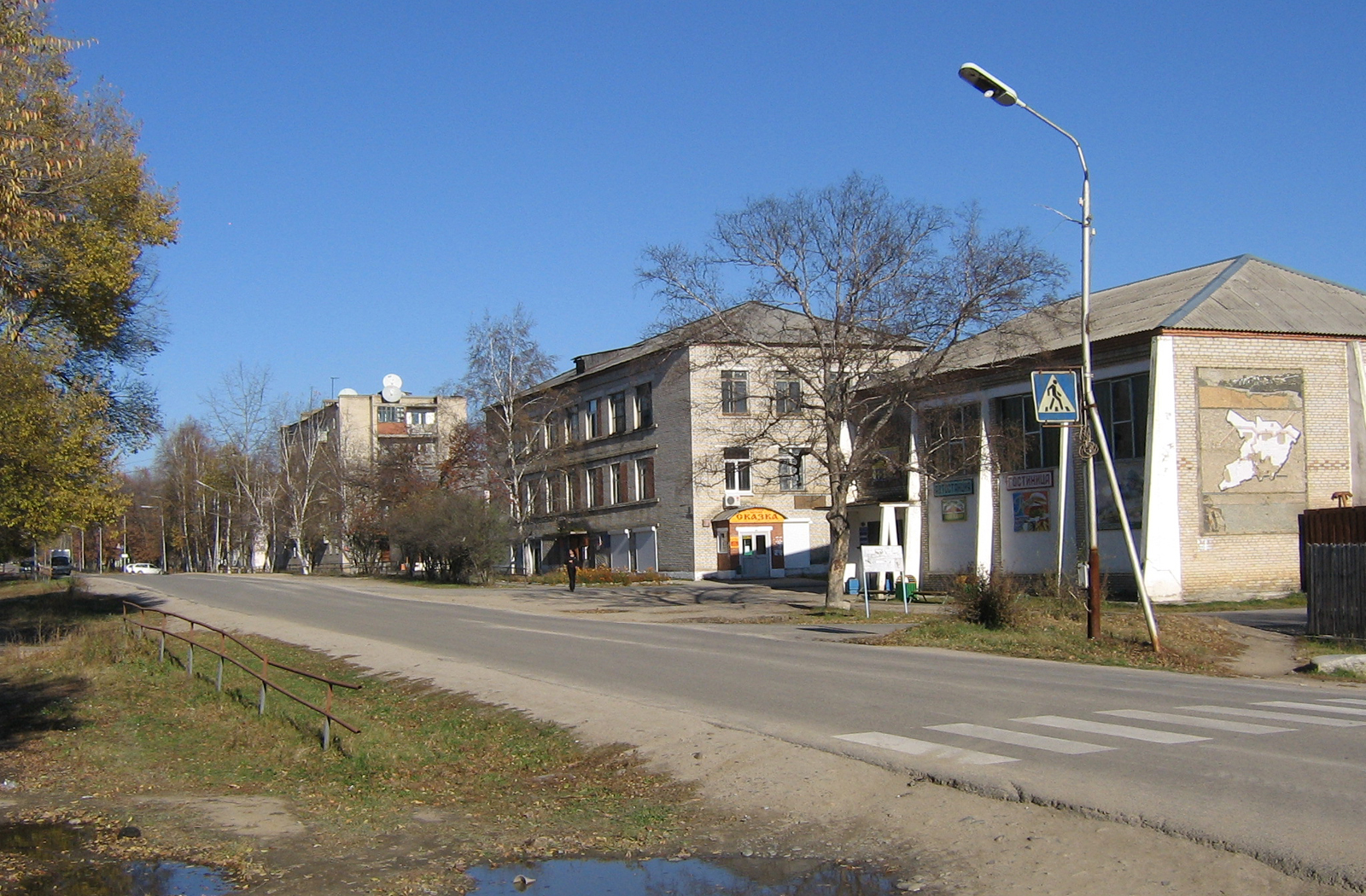
Straße in Laso

Der Ort liegt etwa 170 km Luftlinie östlich des Regionsverwaltungszentrums Wladiwostok im südlichen Teil des Sichote-Alin, gut 40 km von der Küste des Japanischen Meeres entfernt. Er befindet sich bei der Mündung der Lasowka (früher Wangou) und der Passetschnaja (Konchesa) in die Kijewka (Sudsuche), die 60 km südsüdwestlich dem Japanischen Meer zufließt.
Laso ist Verwaltungszentrum des Rajons Lasowski sowie Sitz der Landgemeinde Lasowskoje selskoje posselenije, zu der außerdem die Dörfer Kischinjowka (13 km südlich), Seljony (30 km nordwestlich) und Staraja Kamenka (12 km östlich) gehören.
Im Laso befindet sich die Verwaltung des 2007 gegründeten, über 800 km² großen Nationalparks Sow Tigra („Ruf des Tigers“). Er erstreckt sich nordöstlich des Dorfes am Oberlauf des Ussuri, bis zum etwa 40 km vom Ort entfernten Berg Oblatschnaja, dem mit 1854 m höchsten Gipfel des südlichen Sichote-Alin und zweithöchsten Berg der Region Primorje.

## Geschichte
Das Dorf wurde 1907 von Umsiedlern aus den Gouvernements Brjansk und Tschernigow als Monomachowa Slobodka gegründet. 1933 erhielt es den Namen Wangou nach dem Fluss, der heutigen Lasowka. Am 4. März 1941 kam der Ort zum neugebildeten Sokolowski rajon mit Sitz im 50 km südlich an der Küste gelegenen Dorf Sokolowka (heute Ortsteil der Siedlung Preobraschenije). Bereits am 8. Mai 1943 wurde der Verwaltungssitz in das Dorf Sudsuche unweit der Mündung des gleichnamigen Flusses verlegt (heute heißen Ort und Fluss Kijewka), der Rajonname aber vorerst beibehalten. Seit 26. August 1949 befindet sich die Rajonverwaltung in Laso, das zugleich diese Bezeichnung nach dem im Fernen Osten Russlands tätigen Revolutionär Sergei Laso (1894–1920) erhielt, ebenso wie der Rajon.

### Bevölkerungsentwicklung
| Jahr | Einwohner |
| ---- | --------- |
| 1959 | 1482      |
| 1970 | 2020      |
| 1979 | 3105      |
| 1989 | 3864      |
| 2002 | 3638      |
| 2010 | 3434      |
| 2021 | 2964      |

Anmerkung: Volkszählungsdaten

## Verkehr
Das Dorf liegt an der Regionalstraße 05N-131 (ehemals R447), die im etwa 100 km südwestlich gelegenen Nachodka beginnt und von Laso weiter über das nordöstlich benachbarte Rajonzentrum Olga bis zu ihrer Einmündung in die 05N-100 (ehemals A181) bei Kawalerowo verläuft. Über diese Straße kann die nächstgelegene Bahnstation im knapp 70 km südwestlich gelegenen Partisansk an der Transsib-Zweigstrecke nach Nachodka erreicht werden.
Von Laso die Kijewka abwärts bis fast zur Mündung und weiter entlang der Küste nach Preobraschenije verläuft die 05K-451/452 (ehemals R448). Nach Norden führt die zumeist unbefestigte 05K-414 ins knapp 90 km entfernte Tschugujewka und ebenfalls zur wenig nördlich davon vorbeiführenden 05N-100.